# 3503 Brandt
3503 Brandt este un asteroid din centura principală, descoperit pe 1 martie 1981 de Schelte Bus.